# Monterchi
Monterchi är en ort och kommun i provinsen Arezzo i regionen Toscana i Italien. Kommunen hade 1 715 invånare (2018).